# Ocean Eyes (음반)
| 전문가 평가          | 전문가 평가 |
| 총 점수              | 총 점수     |
| 출처                 | 점수        |
| -------------------- | ----------- |
| AnyDecentMusic?      | 4.7/10      |
| 메타크리틱           | 53/100      |
| 평가 점수            |             |
| 출처                 | 점수        |
| AllMusic             | [ 3 ]       |
| Alternative Press    | [ 4 ]       |
| The A.V. Club        | C−          |
| Clash                | 3/10        |
| Entertainment Weekly | B+          |
| Evening Standard     | [ 8 ]       |
| The Guardian         | [ 9 ]       |
| Q                    | [ 10 ]      |
| Rolling Stone        | [ 11 ]      |
| Spin                 | 5/10        |
| The Times            | [ 13 ]      |

《Ocean Eyes》는 2009년 7월 14일, 유니버설 리퍼블릭 레코드가 발매한 미국의 일렉트로니카 프로젝트 아울 시티의 두 번째 스튜디오 음반이다. 부르즈 알 아랍의 사진을 커버 아트로 담고 있다. 바이닐 에디션이 발매된 데 이어 2010년 1월 26일 디럭스 에디션이 발매되었다. 디럭스 에디션에는 〈Hello Seattle〉의 리믹스를 포함한 4개의 새로운 트랙이 포함되어 있다. 이 음반에는 릴라이언트 K의 보컬리스트 맷 티센이 〈Fireflies〉, 〈Cave In〉, 〈The Bird and the Worm〉, 〈Tidal Wave〉 등의 노래에 게스트 보컬을 포함하고 있다.

## 배경
2000년대에 포스털 서비스의 작품들은 플레이라디오플레이!, 헬로굿바이, 그리고 아울 시티와 같은 이모에 영향을 받은 신스팝 활동의 물결에 영감을 주었다." 《Ocean Eyes》의 2009년 7월 발매 직전, 아울 시티는 톱 일렉트로닉 앨범 차트에서 두 번의 히트곡을 얻었고 마이스페이스에서 4천만 번이 넘는 재생을 얻었다. 아울 시티는 마이스페이스에서 팔로워를 개발하기 시작했고, 이것은 2009년 2월 애덤 영과 유니버셜 리퍼블릭의 계약을 맺게 했다. 그 음반은 영이 자신의 자리를 얻고 그곳에서 완성하기 전에 대부분 그의 부모님의 지하실에서 녹음되었다.
2009년 7월 14일, 〈Fireflies〉라는 노래가 아이튠즈 스토어에 의해 이번 주의 싱글로 선정되었다. 이것은 이 노래가 650,000번 이상 다운로드 되면서 큰 성공으로 이어졌다. 이 성공은 또한 음반 회사가 이 음반의 실제 복사본의 발매일을 2009년 7월 28일에서 2009년 9월 1일로 미루게 만들었다. 2009년 10월, 그들의 리드 싱글인 〈Fireflies〉는 빌보드 핫 100에서 1위를 차지했다. 이 노래는 릴라이언트 K의 맷 티센의 객원 보컬이 특징이었다. 영은 또한 여러 트랙에서 브렌 뒤렌과 함께했는데, 그 중 가장 주목할 만한 예는 〈The Saltwater Room〉이다.
이 음반에는 이전 음반들과 약간 다른 버전의 곡들, 즉 《Of June》의 〈Hello Seattle〉과 《Maybe I'm Dreaming》의 〈On the Wing〉과 〈The Saltwater Room〉이 포함되어 있다.

## 곡 목록
모든 곡들은 특별한 언급이 없는 한 애덤 영에 의해 작사/작곡하였다.
| #   | 제목                       | 작사·작곡   | 재생 시간 |
| --- | -------------------------- | ----------- | --------- |
| 1.  | 〈Cave In〉                |             | 4:02      |
| 2.  | 〈The Bird and the Worm〉  | 영, 맷 티센 | 3:27      |
| 3.  | 〈Hello Seattle〉          |             | 2:47      |
| 4.  | 〈Umbrella Beach〉         |             | 3:50      |
| 5.  | 〈The Saltwater Room〉     |             | 4:02      |
| 6.  | 〈Dental Care〉            |             | 3:11      |
| 7.  | 〈Meteor Shower〉          |             | 2:14      |
| 8.  | 〈On the Wing〉            |             | 5:01      |
| 9.  | 〈Fireflies〉              |             | 3:48      |
| 10. | 〈The Tip of the Iceberg〉 |             | 3:23      |
| 11. | 〈Vanilla Twilight〉       |             | 3:52      |
| 12. | 〈Tidal Wave〉             | 영, 티센    | 3:10      |

## 인증
| 국가                                                                                         | 인증        | 판매량/출하량 |
| -------------------------------------------------------------------------------------------- | ----------- | ------------- |
| 오스트레일리아 (ARIA)                                                                        | 골드        | 35,000^       |
| 캐나다 (뮤직 캐나다)                                                                         | 골드        | 40,000^       |
| 덴마크 (IFPI Danmark)                                                                        | 골드        | 10,000        |
| 싱가포르 (RIAS)                                                                              | 골드        | 5,000*        |
| 영국 (BPI)                                                                                   | 골드        | 100,000^      |
| 미국 (RIAA)                                                                                  | 2× 플래티넘 | 2,000,000     |
| *판매량을 기반으로 한 인증 · ^출하량을 기반으로 한 인증 · 판매량+스트리밍을 기반으로 한 인증 |             |               |